# Demolis albicostata
Demolis albicostata är en fjärilsart som beskrevs av George Francis Hampson 1901. Demolis albicostata ingår i släktet Demolis och familjen björnspinnare. Inga underarter finns listade i Catalogue of Life.